# Большой фестиваль мультфильмов
Большой фестиваль мультфильмов (БФМ) — проводимый в России международный фестиваль мультипликационных фильмов. Фестиваль проводится ежегодно с 2007 года в Москве. Также мероприятия фестиваля проводятся в ряде других городов России (Воронеже, Красноярске,Нижнем Новгороде, Санкт-Петербурге). На фестивале проводится зрительское голосование, авторам победивших фильмов вручаются призы — статуэтки «Девочка Анимаша».

## Фестиваль
У фестиваля два программных директора: Дина Годер и Мария Терещенко.
Даты проведения БФМ в Москве привязаны к осенним школьным каникулам и Международному дню анимации, отмечаемому ежегодно 28 октября.
Фестиваль проводится при поддержке Министерства культуры РФ, Правительства Москвы, Благотворительного фонда культурных инициатив (Фонда Михаила Прохорова).

## История создания
Идея создать зрительский фестиваль мультипликации родилась у журналиста и критика Дины Годер и директора по связям с общественностью НП «Кинотеатр.док» Виктора Федосеева после успешного старта проекта «Мультфильмы по выходным» в 2006 году. С самого начала фестиваль взял курс на некоммерческое, авторское кино, которое невозможно увидеть в прокате или на телевидении. Название «Большой фестиваль мультфильмов» появилось в связи с желанием его организаторов показать максимально широкий срез современной российской и зарубежной мультипликации.

## Логотип, заставка и плакат
Логотип фестиваля (девочка, шагающая в оранжевом круге) в 2007 году разработал режиссёр и художник-мультипликатор Иван Максимов.
Он же стал автором первого ролика-заставки фестиваля в 2009 году, открыв традицию ежегодно снимать ролик для фестиваля силами разных режиссёров из России и других стран:
- 2009 — автор заставки III БФМ — режиссёр Иван Максимов (Россия).
- 2010 — автор заставки IV БФМ — режиссёр Наталья Березовая (Россия). Композитор — Игорь Мельников (Россия).
- 2011 — автор заставки V БФМ — Алексей Будовский (Россия-Колумбия). Композитор — Стивен Коутс (Великобритания). Авторы плаката — режиссёры Георгий Богуславский и Василий Чирков (Россия).
- 2012 — автор заставки и плаката VI БФМ — режиссёр Алексей Алексеев (Россия-Венгрия).
- 2013 — автор заставки и плаката VII БФМ — режиссёр Каспар Янцис (Эстония).
- 2014 — автор заставки VIII БФМ — режиссёр Александр Бубнов (Украина). Автор плаката — режиссёр Юлия Рудицкая (Белоруссия).
- 2015 — автор заставки и плаката IX БФМ — режиссёр Александр Свирский (Россия). Композитор — Антон Серебренников (Россия).
- 2016 — автор заставки и плаката X БФМ — режиссёр, художник, иллюстратор  Леонид Шмельков (Россия).
- 2017 — автор заставки и плаката XI БФМ — режиссёр и художник Юлия Аронова (Россия).
- 2018 — автор заставки и плаката XII БФМ — режиссёр и художник Олеся Щукина (Россия-Франция).
- 2019 — автор заставки, трейлера и плаката XIII БФМ — режиссёр и художник Наталья Мирзоян (Россия).[9][10]

С 2010 года БФМ также сотрудничает с известным дизайнером Игорем Гуровичем, который создаёт альтернативные плакаты для фестиваля.

## Фабрика мультфильмов
Уникальная развлекательно-образовательная площадка, посвящённая мультипликации. Здесь дети и взрослые смогут не только увидеть, как делаются мультфильмы в разных техниках, но и поучаствовать в их создании от задумки до готового фильма: придумывать истории и персонажей, рисовать, лепить или собирать героев, оживлять их и озвучивать. Занятия на Фабрике проводят лучшие художники, сценаристы, художники-мультипликаторы, мастера озвучки ведущих российских студий. Готовые фильмы выкладываются на сайте, канале Vimeo и в соцсетях.

## Animalab
AnimaLab — международная студенческая лаборатория. Отбор участников осуществляется по результатам поданных заявок и выполнения творческого задания, лучшие распределяются по группам. За 3—4 дня под руководством известных российских режиссёров каждая из групп должна сделать небольшой фильм, продемонстрировав тем самым не только таланты участников, их способность оригинально мыслить, работать на заданную тему и под давлением жестких сроков, но также и умение работать совместно с представителями других стран и других мультипликационных школ.
Основная цель международной мультипликационной лаборатории «AnimaLab» — оказать положительное влияние на развитие мультипликации через взаимодействие нового поколения режиссёров с представителями различных международных школ мультипликации. Лаборатория способствует расширению профессиональных контактов в мультипликационном сообществе.
Лаборатория AnimaLab проходила в Москве в 2018, 2014, 2013 и 2012 годах. Первая лаборатория в 2012 году прошла под названием Anima Campus.

## Призёры фестиваля

### XIII БФМ в Москве, 25 октября — 4 ноября 2019 года
Программа «Премьеры»
- 1-е место — «Товарищ со звёзд» , реж. Андрей Соколов, Центральная киностудия детских и юношеских фильмов им. М. Горького
- 2-е место — «Узы» , реж. Дина Великовская, студия «Пчела», Флориан Гролиг, Cine-Litte Production
- 3-е место —  «Кто такой кракозябрик? », реж. Алексей Игнатов, ВГИК-Дебют

Приз критики
- «Дочь» , реж. Дарья Кащеева, 2019, Чехия

Приз дирекции
- «Удивительная история Мароны» , реж. Анка Дамиан, Франция, Бельгия, Румыния

### XII БФМ в Москве, 20—29 ноября 2018 года
Программа «Премьеры»
- 1-е место — «Лола живая картошка», реж. Леонид Шмельков, Школа-студия «ШАР», Amopix, Will Production
- 2-е место — «Лекарство от послушности», реж. Татьяна Киселёва, Школа-студия «ШАР», Анимационная студия «Фродо»
- 3-е место — «Белоснежье», реж. Ирина Эльшанская, Киностудия «Союзмультфильм»
- Лучший инновационный фильм: «Про бабу, которая хотела улететь: реж. Александр Свирский, Кинокомпания «Мастер-фильм»

Программа «Победители»
- 1-е место — «Выходные», реж. Тревор Хименес, 2017, США
- 2-е место — «Суть вещей», реж. Хуан Пабло Зарамелла, 2017, Аргентина
- 3-е место — «Лицом к лицу», реж. Сэм Гэйнсборо, 2018, Великобритания

Приз критики
- «А как наши космонавты», реж. Галина Голубева, Киностудия «Союзмультфильм», 2018

Приз дирекции
- «Митина любовь», реж. Светлана Филиппова, Школа-студия «ШАР», 2018

### XI БФМ в Москве, 27 октября — 7 ноября 2017 года
Программа «Премьеры»
- 1-е место — «Два трамвая, режиссёр Светлана Андрианова, Киностудия «Союзмультфильм»,
- 2-е место — «Теория заката», режиссёр Роман Соколов, Студия анимации «Петербург»,
- 3-е место — «Охота / La Chasse», режиссёр Алексей Алексеев, студия Am Stram Gram.

Программа «Победители»
- 1-е место — «Кэтрин / Catherine», режиссёр Бритт Райс, Бельгия,
- 2-е место — «Бремя / The Burden», режиссёр Ники Линдрот Фон Бар, Швеция,
- 3-е место — «Мерло / Merlot», режиссёры Марта Геннари и Джулия Мартинелли, Италия.

Детская программа
- 1-е место — «Морошка», режиссёр Полина Минченок, Киностудия «Союзмультфильм»,
- 2-е место — «Маленькая Василиса», режиссёр Дарина Шмидт, Кинокомпания «Мельница»,
- 3-е место — «Даша и людоед», режиссёр Наталья Суринович, Киностудия «Союзмультфильм».

Приз критики
- «Рыбы, пловцы, корабли», реж. Дмитрий Геллер

Приз Дирекции
- «Большой злой лис и другие сказки», реж. Бенжаман Ренне и Патрик Имбер, Франция.

## БФМ в других городах
В 2008 году БФМ, при поддержке партнёров, начал проводить региональные фестивали, в основе программы которых — сборники короткометражных мультипликационных фильмов и полнометражные картины, показанные на прошедшем фестивале в Москве. В 2007—2015 годах БФМ прошёл в городах:
- Красноярск и города Красноярского края — 2008—2019,
- Норильск — 2008—2009,
- Воронеж — 2011—2019,
- Липецк — 2012,
- Нижний Новгород — 2012—2019,
- Тольятти — 2013—2014,
- Иркутск — 2015—2017.

Отдельные программы фестиваля в разные годы также были показаны в Санкт-Петербурге, Сочи (октябрь-2011, в рамках Фестиваля театров кукол стран Причерноморья), Перми (май-2010, май-2012, в рамках Международного фестиваля театра для детей "Большая перемена"), Кирове (апрель-2011, в рамках Международного передвижного фестиваля театров кукол "Ковчег"), Кинешме (сентябрь-2008, в рамках фестиваля "Ковчег"), Томске (октябрь-2014, в рамках фестиваля "Ковчег"), Костроме, Казани, городах Подмосковья.
Российские программы фестиваля в качестве отдельного события или в рамках других фестивалей были представлены за рубежом: в Германии, Италии, Чехии, Польше, Финляндии, Австрии и Израиле.

## Прошедшие фестивали
2013 год — Воронеж / 14—17 марта, Кино друзей. Анимация. Москва / 25 апреля — 1 мая, Красноярск / 22—31 марта, Нижний Новгород / 6—8 июня, Тольятти / 13—19 июня, Фестиваль израильской анимации / 18—23 июня, Италия / 18 и 25 июля
2012 год — Воронеж / 23—26 февраля, Липецк / 16—18 марта, Красноярск / 23 марта — 6 апреля, Нижний Новгород / 14—17 июня, Москва / 26 октября — 11 ноября
2011 год — Воронеж / 17—20 февраля, Красноярск / 18—27 марта, Москва / 28 октября — 7 ноября
- Документальные фильмы: «Путешествия Даниэля Шчехуры» реж. М. Гижицкий, «Остров Яна Леницы» М. Гижицкий, фильмы С. Капкова, Н. Лукиных.
- Ретроспективы: А. Хржановский (Россия), Д. Куинн (Великобритания), П. Думала (Польша), Студия «Мастер-Фильм» и Фонд «Губерния», Студия «АКА» (Великобритания), Студия «SACREBLEU PRODUCTIONS» (Франция), Молодая японская анимация, Молодая польская анимация, Польская экспериментальная анимации, Классика польской анимации, Современная польская анимация, Молодая российская анимация, Компьютерные мультфильмы. Фестиваль SIGGRAPH.
- Специальные события: Мексиканская анимация, Даниил Хармс в мультфильмах, Компьютерные мультфильмы 1961—2000, Экспериментальные компьютерные мультфильмы.
- Полнометражные фильмы: «Сказки на ночь» реж. М. Осело, «Автомобильные сказки» реж. Л. Пикса, М. Жабка, Б. Пояр, Ф. Ваша, Я. Кохак, «Чико и Рита» реж. Ф. Труеба, Х. Марискаль, Т. Эррандо, «Жизнь кота» реж. А. Ганьоль, Ж.-Л. Феличоли.
- Выставки: «Архитектор в анимации» Памяти А. Шелманова (Галерея на Солянке), «Борьба, любовь, работа» П. Думала, «Плакат должен петь!» Я. Леница, Фабрика мультфильмов, PRO-Animation.

2010 год — Красноярск / 19—28 марта, Москва / 28 октября — 7 ноября
- Документальные фильмы: фильмы И. Марголиной, С. Капкова и Н. Лукиных, Лекции: М. Гуревич о И. Ковалёве и А. Татарском, Ю. Б. Норштейн о Н. В. Гоголе.
- Ретроспективы: И. Ковалёва (США), П. Сапегина (Норвегия), Б. Боццетто (Италия), Студии Кристмас Филмз, Студии AARDMAN (Великобритания), Школы Supinfocom, Школы Эмиля Коля, Школы La Poudriere.
- Полнометражные фильмы: «Иллюзионист» реж. Сильвэн Шоме, «Пережить самого себя (теория и практика)» реж. Ян Шванкмайер, «Фантазия» реж. Уолт Дисней, «Фантазия 2000» реж. Д. Элгар и др, «Allegro non Troppo» реж. Б. Боццетто.
- Специальное событие: Социальная анимация, Документальная анимация.
- Выставки: «Пилот. from abroad»(Галерея на Солянке), «Русские корни норвежской анимации» (фойе к/т Пионер), Фабрика мультфильмов.

2009 год — Норильск / 20—29 марта, Красноярск / 20—29 марта, Москва / 28 октября — 8 ноября
- Документальные фильмы: фильмы С. Капкова и И. Марголиной.
- Ретроспективы: П. Дриссен (Нидерланды), Ю. Б. Норштейн (Россия), Студии «А-фильм» (Россия), Студии «Фолимаж» (Франция), Студии «Фильм Бильдер» (Германия), «Фавориты Оттавы» (Канада), Лучшие голландские мультфильмы 1970—2008 гг.
- Специальные события: Заказная анимация. Клипы и реклама, Гоголь в анимации, Фестиваль «Окно в Европу».
- Полнометражные фильмы: «Идиоты и ангелы» реж. Б. Плимтон, «Паника в деревне» реж. В. Патар, С. Обье, «Мэри и Макс» реж. А. Элиот.
- Архив: Заказная советская анимация, Ранние фильмы Уолта Диснея.
- Выставки: «Колыбельные мира», «Лубки и Чебургены Андрея Кузнецова» (Галерея на Солянке), Детская мастерская анимации.

2007 год — Москва / 1—11 ноября
- Документальные фильмы: «Фабрика чудес» (автор С. Капкова), «Куклы в мире людей» (автор Н. Лукиных), «Век анимации» (автор И. Марголина).
- Ретроспективы: А. Татарский (Россия), Э. Туганов (Эстония), Э. Луццати (Италия), студия «Анимос» (Россия), студия «Нукуфильм» (Эстония), школа-студия «ШАР» (Россия), ВГИК (Россия), школы Украины, киношкола «FAMU» (Чехия), школа «Gobelins» (Франция).
- Специальные события: Русский Flash, Победители конкурса «Окно в Европу», Фестиваль «КРОК», Фестиваль «Аннеси».
- Полнометражные фильмы: «Алёша Попович и Тугарин Змей» реж. К. Бронзит, «Добрыня Никитич и Змей Горыныч» реж. И. Максимов, «Карлик нос» реж. И. Максимов, «Лотте путешествует на юг» реж. Х. Эрнитс, Я. Пылдма.